# Gustavo García
Gustavo García Caro (ur. 26 października 1956) – kolumbijski strzelec, olimpijczyk.

## Kariera
Specjalizował się w strzelaniu do rzutków. Uczestnik Letnich Igrzysk Olimpijskich 1984, na których zajął 56. miejsce w trapie wśród 70 startujących zawodników. W 1997 roku osiągnął 81. wynik na mistrzostwach świata. Zajął m.in. 38. pozycję w zawodach Pucharu Świata w Hawanie w 1994 roku. Również w Hawanie uplasował się na 32. lokacie w trapie podwójnym.
Drużynowy brązowy medalista Igrzysk Ameryki Środkowej i Karaibów 1978 (wraz z Andrésem Garcíą i Alonso Moralesem).

## Wyniki

### Igrzyska olimpijskie
| Igrzyska         | Konkurencja | Wynik    | Miejsce | Źródło |
| ---------------- | ----------- | -------- | ------- | ------ |
| Los Angeles 1984 | Trap        | 167 pkt. | 56      | [ 1 ]  |